# Таборский Успенский монастырь
Таборский Успенский монастырь (рум. Mănăstirea Tabăra) — женский монастырь Кишинёвской епархии Русской православной церкви в селе Табора Оргеевского района Молдавии.

## История
Обитель основана боярином Георгием Руссо в 1784 году. По другой версии, обитель основал его ватав Дарий Карп в 1779 году. В 1815 году по распоряжению митрополита Гавриила (Бэнулеску-Бодони) преобразована в заштатный общежительный женский скит. В 1828 году построена летняя церковь в честь Успения Пресвятой Богородицы, а в 1857 году — вторая каменная церковь во имя Святой Троицы.
В 1959 году монастырь закрыт властями, а монахини изгнаны. Некоторые монастырские дома заняли местные жители. Успенская церковь сначала использовалась как клуб, а затем как склад. В Свято-Троицкой церкви располагалась сельская школа.
Монастырь возрождён в 1990 году.